# Futebol nos Jogos Pan-Americanos de 1987
A décima edição do torneio de futebol dos Jogos Pan-americanos foi disputada no Centro de Futebol William Kuntz na cidade de Indianápolis, Estados Unidos de 9 a 21 de Agosto de 1987. Doze equipes competiram, divididas em três grupos de quatro, porém o Uruguai não esteve presente para defender o título.

## Fase Preliminar

### Grupo A
| Pos | Time              | Pts | J | V | E | D | GF | GC |
| --- | ----------------- | --- | - | - | - | - | -- | -- |
| 1   | Argentina         | 9   | 3 | 3 | 0 | 0 | 9  | 0  |
| 2   | Estados Unidos    | 4   | 3 | 1 | 1 | 1 | 3  | 3  |
| 3   | El Salvador       | 4   | 3 | 1 | 1 | 1 | 1  | 1  |
| 4   | Trinidad e Tobago | 0   | 3 | 0 | 0 | 3 | 1  | 10 |

| Argentina         | 1-0 | El Salvador       |
| Estados Unidos    | 3-1 | Trinidad e Tobago |
| Argentina         | 6-0 | Trinidad e Tobago |
| Estados Unidos    | 0-0 | El Salvador       |
| Argentina         | 2-0 | Estados Unidos    |
| Trinidad e Tobago | 0-1 | El Salvador       |

### Grupo B
| Pos | Time   | Pts | J | V | E | D | GF | GC |
| --- | ------ | --- | - | - | - | - | -- | -- |
| 1   | Brasil | 7   | 3 | 2 | 1 | 0 | 7  | 2  |
| 2   | Chile  | 5   | 3 | 1 | 2 | 0 | 3  | 2  |
| 3   | Cuba   | 3   | 3 | 1 | 0 | 2 | 3  | 4  |
| 4   | Canadá | 1   | 3 | 0 | 1 | 2 | 3  | 8  |

| Brasil | 4-1 | Canadá |
| Chile  | 1-0 | Cuba   |
| Brasil | 3-1 | Cuba   |
| Chile  | 2-2 | Canadá |
| Brasil | 0-0 | Chile  |
| Cuba   | 2-0 | Canadá |

### Grupo C
| Pos | Time      | Pts | J | V | E | D | GF | GC |
| --- | --------- | --- | - | - | - | - | -- | -- |
| 1   | México    | 9   | 3 | 3 | 0 | 0 | 10 | 1  |
| 2   | Guatemala | 4   | 3 | 1 | 1 | 1 | 3  | 2  |
| 3   | Paraguai  | 2   | 3 | 0 | 2 | 1 | 1  | 8  |
| 4   | Colômbia  | 1   | 3 | 0 | 1 | 2 | 1  | 4  |

| México    | 1-0 | Guatemala |
| Colômbia  | 0-0 | Paraguai  |
| México    | 7-0 | Paraguai  |
| Guatemala | 2-0 | Colômbia  |
| México    | 2-1 | Colômbia  |
| Guatemala | 1-1 | Paraguai  |

## Fase Final

### Confrontos
|  | Semifinais                  | Semifinais                  |   |                             | Final                       | Final |  |
|  |                             |                             |   |                             |                             |       |  |
|  | 18 de Agosto – Indianápolis |                             |   |                             |                             |       |  |
|  | Chile                       | 3                           |   |                             |                             |       |  |
|  | Argentina                   | 2                           |   |                             |                             |       |  |
|  |                             |                             |   |                             |                             |       |  |
|  |                             |                             |   |                             | 21 de Agosto – Indianápolis |       |  |
|  |                             |                             |   |                             | Brasil                      | 2     |  |
|  |                             | Chile                       | 0 |                             |                             |       |  |
|  |                             |                             |   |                             |                             |       |  |
|  |                             |                             |   |                             |                             |       |  |
|  |                             |                             |   |                             | Terceiro lugar              |       |  |
|  | 18 de Agosto – Indianápolis | 18 de Agosto – Indianápolis |   | 20 de Agosto – Indianápolis | 20 de Agosto – Indianápolis |       |  |
|  | Brasil                      | 1                           |   | Argentina                   | 0 (5)                       |       |  |
|  | México                      | 0                           |   |                             | México                      | 0 (4) |  |

### Semifinais
| Chile  | 4-2 | Argentina |
| Brasil | 1-0 | México    |

### Disputa de 3º Lugar
| 20 de agosto | Argentina | 0 - 0 5 – 4 (pen) | México | Soccer & Sports Center, Indianapolis |
|              |           |                   |        | Árbitro: PAR Carlos Maciel           |

|                                                                        |       | Penalidades                                    |  |
| Fabián Basualdo Oscar Román Acosta Néstor Fabbri Fantaguzzi Marchesini | 5 – 4 | Quirarte Chepo E. de la Torre Muñoz Félix Cruz |  |

### Final
| 21 de agosto | Brasil                       | 0 - 0 2 – 0 (pro)      | Chile | Soccer & Sports Center, Indianapolis                           |
|              | Washington 105' · Evair 115' | Detalhes Ficha Técnica |       | Público: 14,181 (pagantes) Árbitro: HON Rodolfo Martínez Mejía |

| Brasil | Chile |

| G               | 1  | Taffarel      |     |     |
| LD              | 3  | Ricardo Rocha |     | 62' |
| Z               | 15 | Geraldão      |     |     |
| Z               | 13 | André Cruz    |     |     |
| LE              | 6  | Nelsinho 120' |     |     |
| V               | 8  | Valdo         |     |     |
| M               | 17 | Edu Marangon  |     |     |
| M               | 7  | Pita          |     |     |
| M               | 10 | Careca        |     |     |
| A               | 9  | Evair         |     |     |
| A               | 18 | João Paulo    |     | a'  |
| Substituições:  |    |               |     |     |
| V               | 5  | Douglas       | 62' |     |
| A               | 11 | Washington    | a'  |     |
| Treinador:      |    |               |     |     |
| Carlos A. Silva |    |               |     |     |

| G              | 1 | Eduardo Fournier  |    |      |
| LD             |   | Fernando Medina   |    |      |
| Z              |   | Nelson Enriquez   |    |      |
| Z              |   | Claudio Figueroa  |    |      |
| LE             |   | Luis Ceballos     |    |      |
| V              |   | Germán Piño       |    | a'   |
| V              |   | Marco Tamayo      |    |      |
| M              |   | Francisco Hormann |    | b'   |
| M              |   | Aníbal González   |    |      |
| A              |   | Jorge Pérez       |    |      |
| A              |   | Héctor Francino   |    |      |
| Substituições: |   |                   |    |      |
| V              |   | Juan González     | a' |      |
| M              |   | René Pinto        | b' | 120' |
| Treinador:     |   |                   |    |      |
| Sergio Jara    |   |                   |    |      |

## Premiação
| Campeão Pan-Americano de 1987 |
| ----------------------------- |
| Brasil (4º título)            |

### Classificação final
| Pos.              | Equipe                |
| ----------------- | --------------------- |
| Medalha de ouro   | BRA Brasil            |
| Medalha de prata  | CHI Chile             |
| Medalha de bronze | ARG Argentina         |
| 4                 | MEX México            |
| 5                 | GUA Guatemala         |
| 6                 | USA Estados Unidos    |
| 7                 | SLV El Salvador       |
| 8                 | CUB Cuba              |
| 9                 | PAR Paraguai          |
| 10                | CAN Canadá            |
| 10                | TRI Trinidad e Tobago |